# Ranunculus sabinei
Ranunculus sabinei — вид трав'янистих рослин родини Жовтецеві (Ranunculaceae), поширений у Північній Америці та Азії.

## Опис
Стебла підняті або лежачі 1–12 см, рідко волосисті, кожен з 1–3 квітами. Коріння стрункі, товщиною 0.3–0.8 мм. Базальне листя стійке, листові пластини від широко зворотнояйцеподібних до поперечно-еліптичних, 3-лопастеві або розділені, 0.9–3 × 0.8–3.4 см; сегменти нерозділені або знову лопастеві, основи тупі, поля цілі, верхівки сегментів від округлих до округло-тупих.
Квітки: квітоніжка волосиста; чашолистки 4–7 × 2–3 мм, нижня поверхня волосиста, волоски безбарвні; пелюстків 5, 5–8 × 3–4 мм. Голови сім'янок циліндричні, 6–9 × 4 мм, сім'янки 1.2–1.4 × 0.8–1 мм, гладкі; дзьоб прямий або вигнутий, 0.4–0.6 мм.

## Поширення
Північна Америка: Ґренландія, пн. Канада, Аляска — США. Азія: Далекий Схід, Сибір.
Населяє схили і пагорби в тундрі, в піщаних або гравійних ґрунтах, поблизу рівня моря.